# Кольєр Кадмор
Кольєр Кадмор (англ. Collier Cudmore, 13 червня 1885 — 16 травня 1971) — австралійський академічний веслувальник.
Олімпійський чемпіон 1908 року в складі розпашної четвірки без стернового.